# Zatoka Obska
Zatoka Obska (ros. Обская губа, Obskaja guba) – zatoka Morza Karskiego u wybrzeży Azji, między półwyspem Jamał a półwyspem Gydańskim.
Długość ponad 800 km, szerokość od 30 do 100 km, głębokość od 10 do 12 m. Zamarznięta od października do czerwca. Wpada do niej rzeka Ob, a także Nadym i Nyda. Od wschodu łączy się z nią Zatoka Tazowska, do której wpada rzeka Taz. Nad zatoką leżą dwa większe miasta portowe: Nowy Port i Jamburg. W sezonie intensywna żegluga.
W XVI i na początku XVII wieku przez Zatokę Obską prowadził mangazejski morski szlak handlowy prowadzący od ujścia Północnej Dźwiny przez morza wokół półwyspu Jamał do ujścia Obu, dalej Tazem do Jeniseju. Szlak ten miał duże znaczenie w kolonizacji środkowej i zachodniej Syberii przez Rosję. Oprócz tego zatoka była częścią szlaku handlowego po rzece Ob i Irtyszu.